# Olivier Barthélémy (Beachvolleyballspieler)
Olivier Barthélémy (* 11. September 1993 in Nizza) ist ein französischer Beachvolleyballspieler. Er ist amtierender französischer Meister im Sand (Stand: Januar 2024) und gewann ein weiteres Mal das Championnat de France Beach Volley Senior.

## Karriere Beachvolleyball
Mit Tanguy Lomba startete der gebürtige Nizzaer 2017 bei verschiedenen Wettbewerben und wurde mit ihm bei den Universitätsweltmeisterschaften in Pärnu Sechster.  Das gleiche Resultat erreichte er zwei Jahre später bei der Universitäts-Veranstaltung an der Seite von Romain Di Giantommaso. Die beiden hatten außerdem im Jahr zuvor beim Zonal Volleyball Association of the Western European countries (WEVZA) Tour Event in Ravenna im Halbfinale die Deutschen Dollinger / Erdmann bezwungen und im anschließenden Endspiel auch Caminati / Rossi besiegt. und wurden 2018 Neunte beim Drei-Sterne-Event auf Kish Island. Als Partner von Édouard Rowlandson gelang Barthélémy in der gleichen Saison der erste Sieg in der FIVB World Tour. Beim Ein-Stern-Turnier in ihrem Heimatland in Montpellier standen sie auf der obersten Stufe des Podests. Mit Arnaud Loiseau, mit dem er bis einschließlich 2022 immer wieder an vereinzelten Veranstaltungen im Sand teilgenommen hat, gelang ihm weitere Erfolge. Die beiden gewannen 2019 die Mittelmeer-Strandspiele in Patras. Im gleichen Spieljahr erreichten sie das Finale der französischen Meisterschaften. Mit Youssef Krou ging es für Olivier Barthélémy  beim Championnat de France Beach Volley Senior 2021 noch eine Stufe höher auf dem Treppchen.
Anschließend wurde Samuel Cattet der ständige Partner des in der Provence-Alpes-Côte d’Azur geborenen Sportlers. Beim (WEVZA)-Riviera Beach Wettbewerb in Laigueglia überstand das Duo die Qualifikation und die weiteren Runden und besiegte im Finale Marco Viscovich und den Olympia-Neunten Alex Ranghieri in zwei Sätzen. 2023 standen die Franzosen im Endspiel des Den-Haag-Future, wurden französische Meister und erreichten das Achtelfinale bei den Challenge-Events in Haikou und Nuvali. In der folgenden Spielzeit scheiterten die beiden jeweils in der zweiten Qualifikationsrunde bei gleichwertigen Turnieren in Recife und Saquarema. Im Juli der gleichen Saison stand Barthélémy zum vierten Mal im Endspiel der Landesmeisterschaft seines Heimatlandes. Mit Julien Legrand hatte er im Halbfinale Arthur Canet und Téo Rotar ausgeschaltet.